# Bob Burnquist
Robert Dean Silva Burnquist (Rio de Janeiro, 10 de outubro de 1976), mais conhecido como Bob Burnquist, é um skatista brasilo-estadunidense. Bob é o maior medalhista da história do X Games, com um total de 30 medalhas. Bob é considerado por muitos o maior nome da História do Skate Brasileiro.

## Biografia
Filho de mãe brasileira e pai americano de ascendência sueca, originário da Califórnia, Bob nasceu no Rio de Janeiro mas se criou em São Paulo. Na infância, recusou uma medalha quando o time de futebol do qual era goleiro reserva ganhou um campeonato, porque não tinha contribuído para a vitória. Em entrevista à revista Trip, ele diria mais tarde que "Nada contra esporte coletivo, mas ali eu vi que precisava de um que dependesse de mim. Se eu perdesse, era culpa minha; se eu ganhasse, o mérito era só meu".
Ganhou seu primeiro skate aos onze anos e estreou em competições aos treze anos. Ele revolucionou o mundo do skate, "inventando" um jeito novo de andar de skate, com as bases dos pés trocadas, chamado de switch. Assim, se o skatista anda com o pé direito na frente, invertia o pé e andava com o esquerdo. Ganhou primeiro lugar nos X Games de 2001, quando realizou um número importante de novas manobras, batendo o skatista americano Bucky Lasek. Habilidoso em todas as modalidades, Bob tem mais destaque principalmente no Vert e MegaRamp. Em 2010 foi o primeiro skatista a conseguir fazer a manobra fakie (Switch com a base nollie) 900º na Mega rampa. É octacampeão da Megarampa.
Em 2006, Burnquist completou um salto de BASE jump depois de tentar um 50-50 no Grand Canyon . A primeira tentativa quase custou a vida de Burnquist depois que ele perdeu o controle, antes de se recuperar e abrir o pára-quedas com sucesso. Após alguns ajustes na rampa de decolagem , sua segunda tentativa transcorreu sem falhas. Esta façanha foi mostrada em um episódio do programa de televisão Stunt Junkies.
Em 2013, Burnquist apareceu na 2ª temporada de Superhumans de Stan Lee.
Bob é personagem de vários jogos eletrônicos, além de estar presente nos games da franquia Tony Hawk's.
Com residência nos Estados Unidos, em San Diego, na Califórnia desde 1995, Bob construiu a Dreamland, espaço que abriga a sua mega rampa e algumas outras pistas de skate que o ajudaram a manter sua prática e evolução em dia e se tornar o maior medalhista da história dos X Games.
Em maio de 2020, com os propósitos de inspirar, educar e transformar, inaugurou o Instituto Bob Burnquist. As ações do IBB ocorrem em parceria com projetos sociais ligados ao skate espalhados pelo Brasil. Em 2022 o IBB se tornou ISC (Instituto Skate Cuida).

## Videografia no skate
- Balance In The World of Chaos 1996
- Antihero: Fucktards (1997)
- Transworld: Interface (1997)
- Antihero: Cow (1998)
- éS: Menikmati (2000)
- Hurley: Hallowed Ground (2001)
- The Firm: Cant Stop (2003)
- The Reality Of Bob Burnquist (2005)
- Flip: Feast Tours (2006)
- Oakley: Our Life (2006)
- Flip: Extremely Sorry (2009)
- Vida Sobre Rodas (2010) Documentário
- Oakley: Bob Burnquist's Dreamland: A Backyard Progression (2013)

## Games
Jogos lançados da série Tony Hawk's
- Tony Hawk's Pro Skater
- Tony Hawk's Pro Skater 2
- Tony Hawk's Pro Skater 4
- Tony Hawk's Underground
- Tony Hawk's Underground 2
- Tony Hawk's Project 8
- Tony Hawk's American Wasteland
- Tony Hawk's Proving Ground[10]
- Tony Hawk's Pro Skater 1+2
- Tony Hawk's Pro Skater 3+4

## Histórico de conquistas
- Ouro - X Games de 2000 em São Francisco (Vert Best Trick)
- Ouro - X Games de 2001 na Philadelphia (Vert)
- Ouro - X Games de 2003 em Los Angeles (Vert Doubles)
- Ouro - X Games de 2005 em Los Angeles (Vert Best Trick)
- Ouro - X Games de 2007 em Los Angeles (Skateboard Big Air)
- Ouro - X Games de 2008 em Los Angeles (Skateboard Big Air)
- Ouro - X Games de 2010 em Los Angeles (Skateboard Big Air Rail Jam)
- Ouro - X Games de 2011 em Los Angeles (Skateboard Big Air)
- Ouro - X Games de 2012 em Los Angeles (Skateboard Big Air)
- Ouro - X Games de 2013 em Foz do Iguaçu (Skateboard Big Air)
- Ouro - X Games de 2013 em Barcelona (Skateboard Big Air)
- Ouro - X Games de 2013 em Munique (Skateboard Big Air)
- Ouro - X Games de 2015 em Austin (Skateboard Big Air)
- Prata - X Games de 2002 em Philadelphia (Vert)
- Prata - X Games de 2002 em Philadelphia (Vert Doubles)
- Prata - X Games de 2006 em Los Angeles (Vert)
- Prata - X Games de 2009 em Los Angeles (Skateboard Big Air)
- Prata - X Games de 2009 em Los Angeles (Skateboard Big Air Rail Jam)
- Prata - X Games de 2010 em Los Angeles (Skateboard Big Air)
- Prata  - X Games de 2014 em Austin (Skateboard Big Air)
- Bronze- X Games de 2013 em Los Angeles (Skateboard Big Air)
- Bronze - X Games de 1997 em San Diego (Vert)
- Bronze - X Games de 1998 em San Diego (Vert Doubles)
- Bronze - X Games de 1999 em San Francisco (Vert Best Trick)
- Bronze - X Games de 2001 em Philadelphia (Vert Best Trick)
- Bronze - X Games de 2006 em Los Angeles (Vert Best Trick)
- Bronze - X Games de 2006 em Los Angeles (Skateboard Big Air)
- Bronze - X Games de 2010 em Los Angeles (Vert Best Trick)
- 3º Lugar do Maloof Money Cup de 2009
- 1º Lugar no The Coolio Games de 2006
- 1º Lugar no Slam City Jam de 2001
- 1º Lugar no Slam City Jam de 2000
- 1º Lugar no Slam City Jam de 1995
- Tetracampeão da Megarampa[11], que aconteceu no Sambódromo do Rio de Janeiro, no Rio de Janeiro em 2012.

## Filmografia

### Televisão
| Ano  | Título         | Papel     | Notas                  | Ref.   |
| ---- | -------------- | --------- | ---------------------- | ------ |
| 2024 | Família É Tudo | Ele mesmo | Episódio: "21 de maio" | [ 12 ] |